# Terencio de Oliveira
Terencio de Oliveira Cedro, conocido como Neto Mineiro (n. Santa Helena de Goiás, Brasil, 15 de agosto de 1984), es un futbolista brasileño que juega como delantero.  Actualmente es jugador de la Associação Esportiva Santacruzense del Campeonato Paulista Segunda Divisão.

## Clubes
| Club                         | País       | Año               |
| ---------------------------- | ---------- | ----------------- |
| Olimpia FC                   | Brasil     | 2003              |
| São Caetano                  | Brasil     | 2004              |
| Santacruzense                | Brasil     | 2005              |
| São Bernardo FC              | Brasil     | 2006              |
| Esporte Clube XV de Novembro | Brasil     | 2007              |
| Mirassol FC                  | Brasil     | 2009              |
| Santacruzense                | Brasil     | 2011              |
| Deportivo Marquense          | Guatemala  | 2011 - 2013       |
| Cartaginés                   | Costa Rica | 2013              |
| Santacruzense                | Brasil     | 2015 - Actualdiad |